# Mineras de Zacatecas
Las Mineras de Zacatecas es un equipo de la Liga Mexicana de Baloncesto Profesional Femenil con sede en la ciudad de Zacatecas, Zacatecas, México.

## Historia
En 2024 harán su debut en la Liga Mexicana de Baloncesto Profesional Femenil 

### Roster
| Mineras de Zacatecas Roster 2025 |    |                           |                                      |
| C U E R P O T É C N I C O        |    |                           |                                      |
| Entrenador                       |    | Bandera de México         | Eduardo Pérez Hernández              |
| Asistente                        |    | Bandera de México         | Karla Cepeda                         |
| J U G A D O R A S                |    |                           |                                      |
| Escolta                          | 0  | Bandera de México         | Alma Delfina Dominguez Magallanes    |
| Escolta                          | 5  | Bandera de México         | Andrea Euza Gutiérrez Olague         |
| Escolta                          | 6  | Bandera de México         | Paola Estrada Granados               |
| Escolta/Alera                    | 7  | Bandera de México         | Karla Alejandra Martínez Hidalgo     |
| Alera                            | 8  | Bandera de México         | Nancy Filgueres Saucedo              |
| Base                             | 10 | Bandera de México         | María de Jesús Rodríguez Alaniz      |
| Base                             | 12 | Bandera de México         | Fernanda de Jesús Rubio Macías       |
| Ala-pívot/Pívot                  | 13 | Bandera de México         | Joselyne Lizbeth Padilla Covarrubias |
| Pívot                            | 15 | Bandera de México         | María Begoña Faz Dávalos             |
| Ala-pívot                        | 18 | Bandera de México         | Diana Armas Puente                   |
| Base                             | 20 | Bandera de México         | Stephany Yazmín Chávez Moreira       |
| Alera                            | 77 | Bandera de México         | Stefany Esquivel Rojero              |
| Base                             | 88 | Bandera de Estados Unidos | Briahanna Marae Leigh Jackson        |
| = Capitán                        |    |                           |                                      |

J = Juvenil.